# Alter jüdischer Friedhof (Schiefbahn)

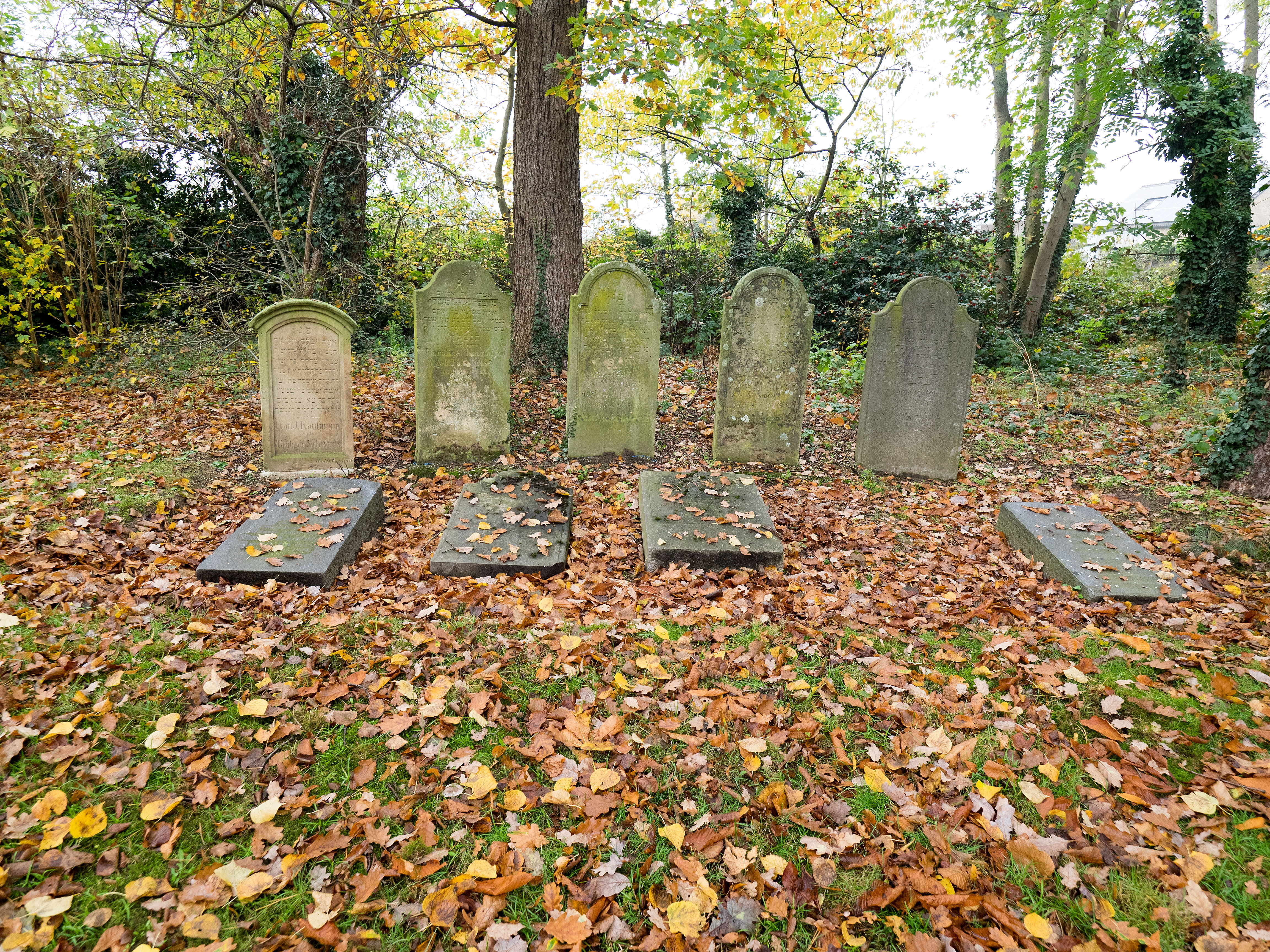
Alter jüdischer Friedhof Schiefbahn (November 2021)

Der Alte jüdische Friedhof Schiefbahn befindet sich im Stadtteil Schiefbahn der Stadt Willich im Kreis Viersen in Nordrhein-Westfalen.
Der Friedhof an der Straße Kleine Frehn wurde von 1835 bis 1910 belegt. Auf dem Friedhof befinden sich neun Grabsteine.